# Pseudoatta
Pseudoatta là một chi côn trùng thuộc họ Formicidae. Chi này có các loài sau:
- Pseudoatta argentina Gallardo, 1916